# Bomolocha chosenula
Bomolocha chosenula là một loài bướm đêm trong họ Noctuidae.